# Jimmy Baxter
Jimmy Devon Baxter (St. Petersburg, 30 novembre 1980) è un ex cestista statunitense naturalizzato giordano.

## Carriera
Con la Giordania ha disputato i Campionati asiatici del 2013.

## Palmarès
- Coppa di Francia: 1

Digione: 2006
- Supercoppa slovena: 1

Krka Novo mesto: 2011